# Lamourouxia viscosa
Lamourouxia viscosa är en snyltrotsväxtart som beskrevs av Carl Sigismund Kunth. Lamourouxia viscosa ingår i släktet Lamourouxia och familjen snyltrotsväxter. Inga underarter finns listade i Catalogue of Life.